# Jo Di Bona
Jo Di Bona est un street-artiste français né le 16 juillet 1975 en Seine Saint-Denis. Après une période vandale sous le pseudo Anoze dans les années 1990 et une période musicale de 2000 à 2012 au sein du groupe rock Hotel, il revient au graffiti en 2013 en développant sa propre technique : le pop graffiti.
En 2014, il gagne le 1er prix du concours de graffiti de la Fondation EDF. Les années suivantes, il multiplie les projets le milieu du street-art français, s'exposant et participant à des projets à l'international.
En 2016, il fait la une du New-York Times International avec un article pour sa fresque réalisée dans le cadre de Wall of Love, situé à côté du restaurant Le Petit Cambodge, en réponse aux attentats de Paris du 13 novembre 2015. En 2017, il est l'un des premiers street-artistes français à être présent et à exposer au siège de l'ONU à New-York dans le cadre du festival Street-Art for Mankind.
En 2019, il devient le parrain de Murmurs, festival organisé par la communauté de communes de Decazeville. Il en assurera la programmation avec l'aide de sa compagne Amélie et y réalisera quatre fresques dont une en collaboration avec Astro (Astro ODV).
Jo Di Bona est un artiste engagé, qui affiche ses convictions dans ses œuvres ou au travers des projets auxquels il participe. Il défend notamment les valeurs de la famille en soutenant Emmaüs, le Secours Populaire ou l'opération Pièces jaunes. Mais il se saisit aussi d'autres sujets d'actualité comme la crise des migrants syriens, la cause LGBT+, l'immigration ou la cause féminine.
Il travaille aussi bien sur toile en atelier que sur grands murs dans la rue. Il produit de nombreuses œuvres et fresques chaque année.

## Biographie

### Tags et graffs dès l’adolescence
Jo Di Bona commence à graffer à l’âge 13 ans, sous le pseudonyme Anoze. Il sillonne Paris au côté de ses amis Nestor et Lek, avec lesquels il crée le collectif VF (Version Française). Le goût du risque l'amène à réaliser des lettrages élaborés et colorés en pleine rue, ou sur des trains. Encouragé par  Claudie Laks, professeure d'arts plastiques, il découvre l’art moderne et le pop art. Ses premiers travaux mêlent lettrages et collages, prémices du pop graffiti.

### Une parenthèse musicale de douze ans
A la fin des années 1990, il délaisse le graff, alors réprimé, pour se tourner vers la musique. En 2000, il cofonde le groupe de rock Hotel dont il sera le chanteur et le guitariste. Le groupe qui connaît un succès d’estime, diffusé sur une centaine de radios et en clip TV est également présent sur les plateformes d'écoute Deezer ou Apple Music. Fin 2012, après des centaines de concerts, 4 albums et 12 ans d’existence, les musiciens se séparent.

### Naissance d’un style: le Pop Graffiti
En 2013, sur les conseils de sa compagne Amélie, qui deviendra son agent, il revient à la peinture inspiré par Jasper Johns, Andy Warhol, Jacques Villeglé ou Pierre Soulages. C'est la naissance du Pop Graffiti qui mêle un fond réalisé à la bombe, un collage d'affiches issues de la culture pop, un ajout de visage en noir et blanc qu'il déchire par endroits, laissant ainsi ressortir les couleurs, afin d’aboutir à une œuvre par soustraction (davantage de détails ci-dessous : définition et technique du Pop Graffiti).
Si ses premières prestations et expositions collectives ont lieu en région parisienne, dès 2014, il participe à des festivals comme Rue des Arts. À Shangaï il produit une exposition personnelle au Minsheng Art Museum ainsi qu’une performance live lors du Jue Festival13. Une de ses toiles est vendue aux enchères à l’Hôtel Drouot.  En décembre 2014, il gagne le premier prix du concours de graffiti organisé par la Fondation EDF1. L’œuvre change d’apparence en fonction de l’éclairage (lumière naturelle et lumière noire).  En 2015, il exécute 38 murs et performances live ainsi que 20 expositions collectives et 2 expositions personnelles, comme à la galerie Carole Kvasnevski.
Quelques dates : 
- Une fresque en hommage aux victimes de Charlie Hebdo en janvier 2015 reprise dans le livre Le Street Art et Charlie - La Mémoire des murs publié en octobre 2015 ;
- Plusieurs œuvres murales et du hall d’entrée à l’hôpital Ballanger d’Aulnay sous bois en février 2015 ;
- Une performance #185 du M.U.R Oberkampf en mai 2015 et du M.U.R Cherbourg en juillet 2015 ;
- Une performance live devant plus de 10 000 personnes lors du festival Rock en Seine en août 2015 ;
- Un mur en hommage aux victimes des attentats du 13 novembre 2015 au Petit Cambodge, qui fera la une du New York Times International en février 2016.

En janvier 2016, il est cité par le magazine Artsper comme « l’un des 10 artistes à suivre ».
À l’international, au Portugal il fait partie du festival Loures Arte Publica  avec un mur de 160m² . La galerie Barrou Planquart le représente au salon Scope à Miami (États-Unis).
En France, il réalise 16 murs ou fresques, se joint à 10 expositions collectives, 2 solos show dont Pop Music à la galerie Joël Knafo, et délivre plusieurs performances live.
Dans les médias, il apparaît dans un reportage du journal télévisé de France 2 consacré au Street Art  (25 mars 2016) et dans un reportage du 19.45 sur M6  (23 octobre 2016).
Il est publié dans Street Art Magazine #1 et #2, Arts Magazine #94, Stuart Magazine #1, fait la couverture de Paris Tonkar #13 . Ses œuvres apparaissent dans les livres : « Le M.U.R Oberkampf » (2e édition), « Paris Street-Art – Saison 1 » de Claude Degoutte (Omniscience).  

#### Depuis 2017

portrait d'Edith Piaf et de Dalida par Jo Di Bona sur la Commanderie du Clos Montmartre (Paris)

En janvier 2017, Jo Di Bona prend part à la création d’œuvres pour l’O.N.G Street-Art for Mankind en présentant 2 œuvres au siège de l’ONU à New-York, (vendues aux enchères). Il produit plusieurs fresques sur des containers à Miami, mises aux enchères pour la fondation du Prix Nobel de la Paix Kailash Satyarthi.  En  mars 2017, il peint un mur hommage sur la maison de Serge Gainsbourg, rue de Verneuil (Paris), et apparaît dans le livre « Gainsbourg Graffiti » de Dominique Décobecq (éditions Omniscience) qui lui vaut un passage dans l’émission Télématin (17 mars 2017). Le même mois, il fait la couverture de Street art Magazine #5.  La chaîne Museum TV lui consacre un documentaire autobiographique de 52 minutes diffusé en prime time (juin 2017).   
Il contribue pour la seconde fois au festival Loures Arte Publica (septembre 2017), lors duquel il produit une fresque sur une façade d’immeuble.  Il enchaîne en octobre 2017 avec une oeuvre pour le départ de la transat Jacques-Vabre au Havre, relayé entre autres par France 3 Normandie  Il est représenté par la Galerie Barrou Planquart (avril 2017) sur le salon AAF de New-York, en mai sur le salon AAF de Hong-Kong et, en décembre, sur le salon Scope de Miami.  
En 2017 toujours, Jo Di Bona illustre la couverture du catalogue de l'enseigne multispécialiste en quincaillerie et outillage Legallais.
Une de ses dernières réalisations cette même année 2017 : une fresque de plus de 50 mètres sur une façade dans le cadre du festival « France-Atlanta » (invitation du consulat et de l’ambassade de France à Atlanta).
En 2018, les réalisations de Jo Di Bona sont montrées à travers le monde : avec la galerie Virginie Barrou Planquart, sur les salons AAF Battersea de Londres (Angleterre), AAF de Bruxelles (Belgique), AAF New-York (États-Unis), AAF de Hong-Kong (Chine), et YIA Art Fair de Paris.   
Il expose à la galerie Joël Knafo Art à Paris pour son solo show « Transition » en mars. Cette galerie le représente sur les salons Art up ! de Lille, de l’Urban Art Fair de Paris et sur le salon 8e Avenue – Art Élysées de Paris.
Il apparaît dans « Le Guide du street-art » de Stéphanie Lombard aux Editions Alternatives-Galimard et fait la couverture de « Arts Magazine International » #17 mai-juin 2018 et exécute une fresque commandée par la société Azenco pour son stand à la foire de Toulouse (avril).
CNEWS fait appel à lui et à l’artiste Zenoy pour créer une fresque dans le hall d’accueil de la chaîne à l’occasion de la coupe du monde de football 2018. Il réalise un mur à Épinal (Vosges dans le cadre du M.U.R Épinal (12e édition).
En novembre, il retourne pour la 2e année consécutive au siège de l’ONU à New-York dans le cadre du festival « Street-Art for Mankind ». Il prend part à l’exposition collective au siège de l’ONU, et exécute 2 grands murs dans le cadre de cette opération, le premier à Manhattan (New-York) et le second à Larchmont (État de New-York).
Partant d’une fresque réalisée en août 2017 sans autorisation, pendant ses vacances en Aveyron sur un bâtiment de la communauté de communes de Decazeville (Aveyron, France) en août 2018, il retourne réparer ce mur dégradé par les intempéries, cette fois-ci avec l’ autorisation de la Communauté de communes. Le « Murmurs Festival » est né, parrainé par Jo Di Bona et Amélie, qui s’occupent de la programmation de celui-ci.   
En mai, lors du « Festiwall », Jo Di Bona produit en live un portrait de Simone Veil en Marianne afin de l’ériger en symbole de la Nation. La photographie utilisée est la même que celle prise pour son entrée au Panthéon. Ce choix militant vient en réponse aux actes antisémites perpétrés sur des portraits de Simone Veil réalisés par C215.
En juin, il est invité par le Canada afin de réaliser un portrait de 5x5m de Léonard Cohen à l’occasion de la fête du pays qui rassemble plus de 12 000 personnes à l’ambassade du Canada à Paris.
En Octobre 2018, il réalise en une journée une fresque célébrant le soixantième anniversaire du roi de la pop, Michael Jackson, située au 2, Rue Robert-Planquette à Paris.
En septembre 2019, Jo Di Bona paricipe à la 5e édition du festival de street art Underground Effect organisé par Projet Saato dans le cadre de l'Urban Week de la Défense.
En novembre, il crée une fresque à Montmartre sur la Commanderie du Clos Montmartre (Paris) représentant Mistinguett, Edith Piaf et Dalida.
Côté galeries, Jo Di Bona s’expose en solo lors de l’exposition « Popopop ! » à la galerie Joël Knafo. Il fait partie d’expositions collectives et son œuvre est présente aux salons Art Madrid (Espagne), London Battersea (Londres), YIA Art Fair (Paris), Contempory Art Fair (Paris), AAF Hong-Kong (Chine), le Paris Contempory Art Show (Paris) et sur les salons Urban Art Fair, Art Élysées, UAF Solo Shows à Paris.
Fin 2019 il figure parmi les 50 artistes du « Guide de l’art contemporain urbain 2019 » (éd. Graffiti Art Magazine).
En janvier 2020, Jo Di Bona produit une grande fresque Quai de Valmy (Paris), ainsi que 3 toiles pour NBA2K en collaboration avec Collab Factory à l’occasion de l’organisation du premier match de basketball de NBA en France.
Il est représenté par la galerie Virginie Barrou Planquart sur les salons Urvanity (Madrid, Espagne) et London Battersea (Londres).
Malgré la crise du Covid-19 et le confinement général, la galerie Joël Knafo maintient son exposition personnelle « Animals » prévue en mars et la rend disponible sur internet en visite 3D.  

#### Différents engagements
Engagé auprès de la fondation Emmaüs il crée plusieurs murs en 2014 et customise un fourgon (2015) présenté au salon international Emmaüs au Paris Expo Porte de Versailles à Paris. Il produit (2017) une grande fresque, hommage à l’abbé Pierre.
. Hommage à Cabu après les attentats du 7 janvier 2015 à Paris au siège de Charlie Hebdo. À la suite des attentats du 13 novembre 2015 à Paris, il revisite le tableau d’Eugène Delacroix « La Liberté guidant le peuple » dans le cadre du Wall of love situé à deux pas du « Petit Cambodge », bar touché par les fusillades.  
Contre la discrimination des personnes LGBT+ , dans le cadre du festival « Street Love » organisé par Mastercard en juin 2019.
Pour les migrants syriens persécutés, il réalise une performance au « M.U.R Oberkampf » avec le visage d’une fillette syrienne yézidie. Le lettrage réalisé sous le collage est Nothing scares me (rien ne me fait peur) 2015. Dans le cadre du projet « Exils syrien » (janvier et février 2016) organisé par l’ONG Première urgence internationale, il alerte sur la crise migratoire et sanitaire syrienne.  
Contre les discriminations racistes et antisémites, il est invité par l’agence Osaro à réaliser un totem devant le Musée de l'Histoire de l'immigration (mars 2016).
Pour le Secours populaire français, il peint un mur dans leurs locaux et participe à l’opération « Board to be Solidaire ». 80 artistes créent sur des planches de skate board, exposées au siège d’Agnès B. et mises aux enchères par Artcurial au profit du Secours populaire. (Record d’enchères). Opération reconduite en novembre 2019 avec 130 artistes pour « Board to be Solidaire 2 ». Il participe également à la vente aux enchères «Art for autism » 
Pour Opération pièces jaunes avec ses fresques à l’hôpital Robert Ballanger d’Aulnay-sous-Bois. Ventes aux enchères aux côtés de Bernadette Chirac afin de collecter des fonds au profit de l’amélioration des conditions d’hospitalisation des enfants.
« Road to Mukono » association pour l’éducation des enfants en Ouganda en octobre 2015
« Donnez-leur des ailes France-Népal » association qui intervient dans les orphelinats et les écoles népalaises.
Street Art for Mankind qui lutte pour libérer les enfants du travail forcé et de l’esclavage en finançant entre autres la fondation KSCF du prix Nobel de la paix 2014 Kailash Satyarthi.
Exposées au siège de l’ONU, les œuvres de Jo Di Bona sont vendues aux enchères. Il réalise plusieurs murs dans différents endroits des États-Unis comme New-York, Manhattan, Larchmont et Miami.
En pleine crise sanitaire mondiale Covid-19 (2020), pendant la période de confinement, il fait partie du premier festival d’art urbain appelé « Confinement » organisé par Projet Saato avec 207 artistes dont Charlelie Couture afin de collecter des fonds pour l’Assistance Publique – Hôpitaux de Paris (AP-HP).

## Le Pop Graffiti – Définition et technique
Le Pop Graffiti est le mélange de pop art et de graffiti. Selon l’artiste, « il faut revenir au sens premier de "Pop" qui signifie populaire car mon art reste un art accessible à tous. »
Sur toiles ou sur murs, la technique utilisée est la même, mêlant graffiti à la bombe et collage (technique mixte).
Le travail de Jo Di Bona s’effectue en plusieurs étapes de superpositions. En premier, un lettrage à la bombe comme fond en ajoutant des formes de trames à l’aide de pochoirs (points ou lignes). Ensuite, par-dessus, collage d’affiche qu’il va déchirer par endroit afin de faire réapparaître le fond. Il colle le modèle principal choisi pour son œuvre en noir et blanc sur une grande partie de la surface et déchire des morceaux pour retrouver les affiches pop art ainsi que son fond.
Une création qui nécessite un travail minutieux de préparation en particulier pour les murs. Il l’effectue en amont afin de visualiser son projet en fonction de la taille du mur. Ses couleurs de prédilection sont le rose Montana black "Beast" et le bleu Montana black "Drops".

## Articles liés
- Graffiti
- Pop art
- Art urbain